# 蒙泰克雷斯泰塞
蒙泰克雷斯泰塞（義大利語：Montecrestese），是意大利韦尔巴诺-库西亚-奥索拉省的一个市镇。总面积86平方公里，人口1234人，人口密度14.3人/平方公里（2009年）。ISTAT代码为103046。